# Düzmeşe, Gercüş
Düzmeşe là một xã thuộc huyện Gercüş, tỉnh Batman, Thổ Nhĩ Kỳ. Dân số thời điểm năm 2011 là 82 người.